# Stundenbuch Philipps des Guten
Das Stundenbuch von Philipp dem Guten, Herzog von Burgund ist eines von mindestens zwei erhaltenen Stundenbüchern, die dem dritten Valois-Herzog von Burgund gehörten. Das erste in der Bibliothèque Nationale, Paris, das hier ausgeführte von Den Haag stammt aus der Zeit, als er älter wurde. Das Eigentum wird durch das Porträt des Herzogs bestätigt und durch seinen auf seine dritte Frau bezogenen Wahlspruch Aultre naray (‚Ich will keine andere‘), die beide auf mehreren Seiten zu finden sind.

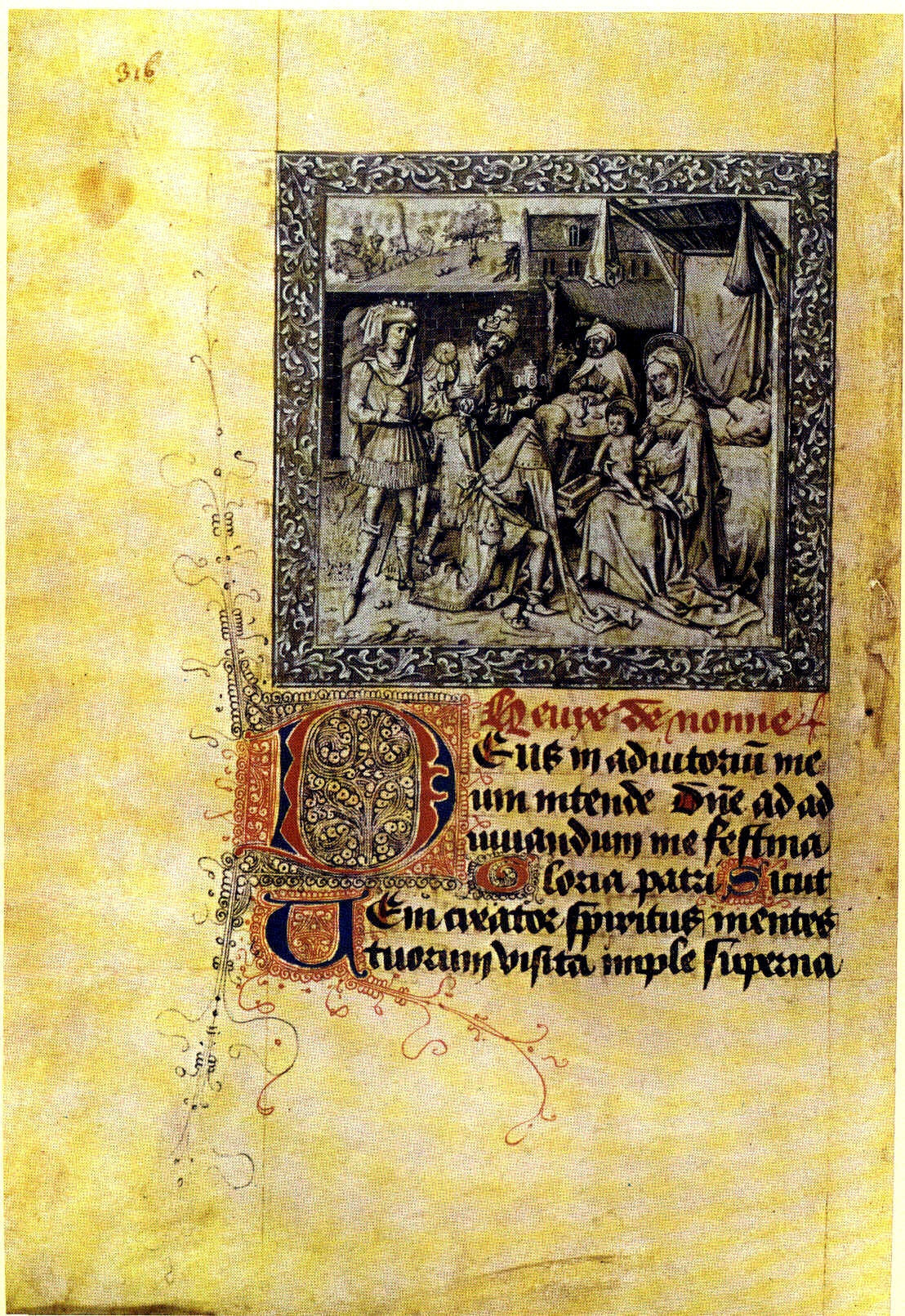
Anbetung der Könige

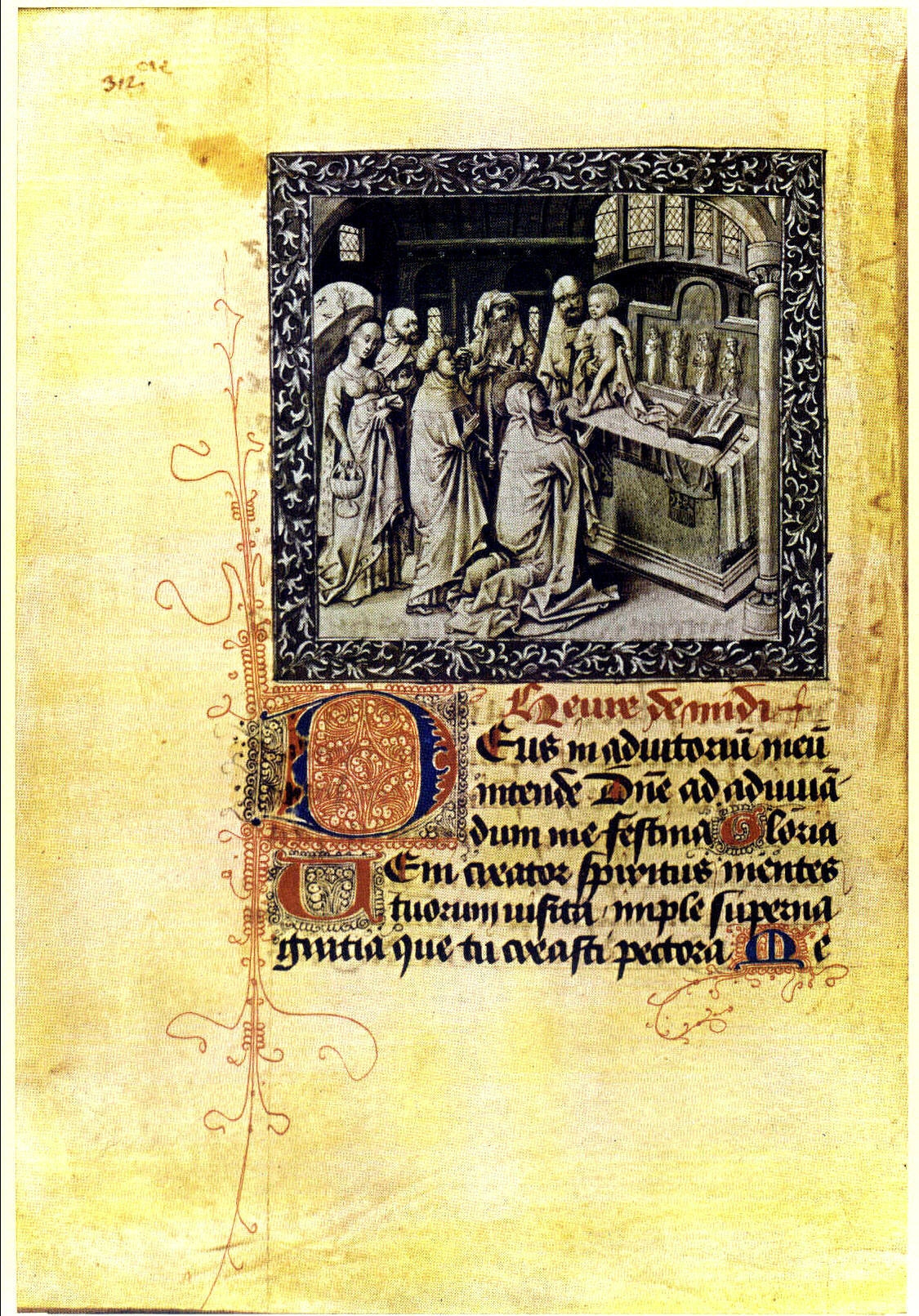
Darstellung im Tempel

## Beschreibung
Liturgie von Rom. Flandern, Oudenaarde, 1454–1455. 27 cm × 19 cm, 374 ff., mit 165 Miniaturen
Koninklijke Bibliothek, Den Haag, ms. 76 f./20
Die hier verwendete Schrift, als Bastarda bekannt, ist eine Vermischung von formalen gotischen Lettern und der für alltägliche Zwecke benützten Schreibschrift. Die schrägen Buchstabenformen mit den geschwungenen Aufstrichen und spitz zulaufenden Abstrichen ergaben insgesamt eine leicht zu lesende Schrift. Allerdings verringerte ihre Größe die Zeilenzahl auf jeder Seite und machte größere Bücher erforderlich.
Die Miniaturen sind alle in Grisaille gemalt und nehmen ohne Bordüren etwa die Hälfte der Seite ein. Farbe liefern die roten und blauen, mit Federzeichnungen ausgefüllten Initialen und die Ergänzungen im Rand. Die metallische Nüchternheit der Grisaille ist für Buchmalerei besonders geeignet. Die zinngrauen Schattierungen deuten einen Hauch von Luxus an, der gut zum burgundischen Hof passte, wo derartige Stundenbücher während der Herrschaft Herzog Philipps große Mode waren.
Die erste abgebildete Miniatur zeigt die Anbetung der Könige zur Non. Maria empfängt ihre Besucher vor einem im Freien stehenden fürstlichen Bett. Ein Detail daraus, der junge König auf der linken Seite ist nach modernster burgundischer Mode gekleidet und steht abgesondert und selbstbezogen da, als führe er dem Betrachter sein Gewand vor. Thema der zweiten Miniatur ist die Darstellung im Tempel zur Sext. Das Jesuskind wurde von seinen Eltern in den Tempel gebracht. Lukasevangelium: „Herr, nun lässt du deinen Diener im Frieden fahren, wie du gesagt hast, denn meine Augen haben den Heiland gesehen.“

## Ausführende Künstler
Die vielen Zusatztexte in Philipps Stundenbuch erklären, warum zwei Schreiber angestellt worden waren. Einer war Jean Molinet, Sekretär des Herzogs, der andere Jean Le Tavernier, jener Künstler, der für die schönsten der 165 Miniaturen verantwortlich ist. Er spezialisierte sich auf Grisaille, kein weiterer Buchmaler machte eine solche Besonderheit aus dieser Technik.

## Philipp der Gute
Während der langen Herrschaft (1419–1467) des dritten Valois-Herzogs von Burgund erreichte das Herzogtum den Höhepunkt seines Reichtums und seiner Macht. Auf kulturellem Gebiet war die Erweiterung der berühmten Bibliothek von Burgund seine bleibendste Errungenschaft. Sie wurde von seinen beiden Vorgängern gegründet und ist heute Teil der Bibliothèque Royale in Brüssel. Zu seinen Buchmalern gehörten Simon Marmion, Willem Vrelant, Loyset Liédet, der Meister von Wavrin, Jean Le Tavernier und der Schreiber Jean de Wavrin.

## Orden vom Goldenen Vlies
Der burgundische Hof Philipps des Guten übertraf in Stil und Pracht den des französischen Königs. Reichtum und Stand des Herzogs seinen Untertanen, wie auch der Welt zu beweisen, hatte politischen Zweck. Ein ähnliches Motiv lag auch der Stiftung des Ordens vom Goldenen Vlies zugrunde, die anlässlich seiner dritten Heirat mit Isabel de Portugal im Januar 1430 stattfand.
Zu seinen Lebzeiten war Philipp als l’Asseuré (‚der Sichere‘) bekannt, „der Gute“ erst nach seinem Tode. Die Bezeichnung „der Gute“ mag an glücklichere Zeiten erinnert haben, ehe die Herrschaft seines ungestümen Sohnes und Nachfolgers Karl des Kühnen dem Burgunderreich den Ruin brachte.